# Verlotscher Beifuß
Der Verlotsche Beifuß oder Verlot-Beifuß, Kamtschatka-Beifuß (Artemisia verlotiorum) ist eine Pflanzenart aus der Gattung Artemisia innerhalb der Familie der Korbblütler (Asteraceae). Sie ist in China und in der Mongolei sowie dem Himalayagebiet bis Pakistan verbreitet.

## Beschreibung

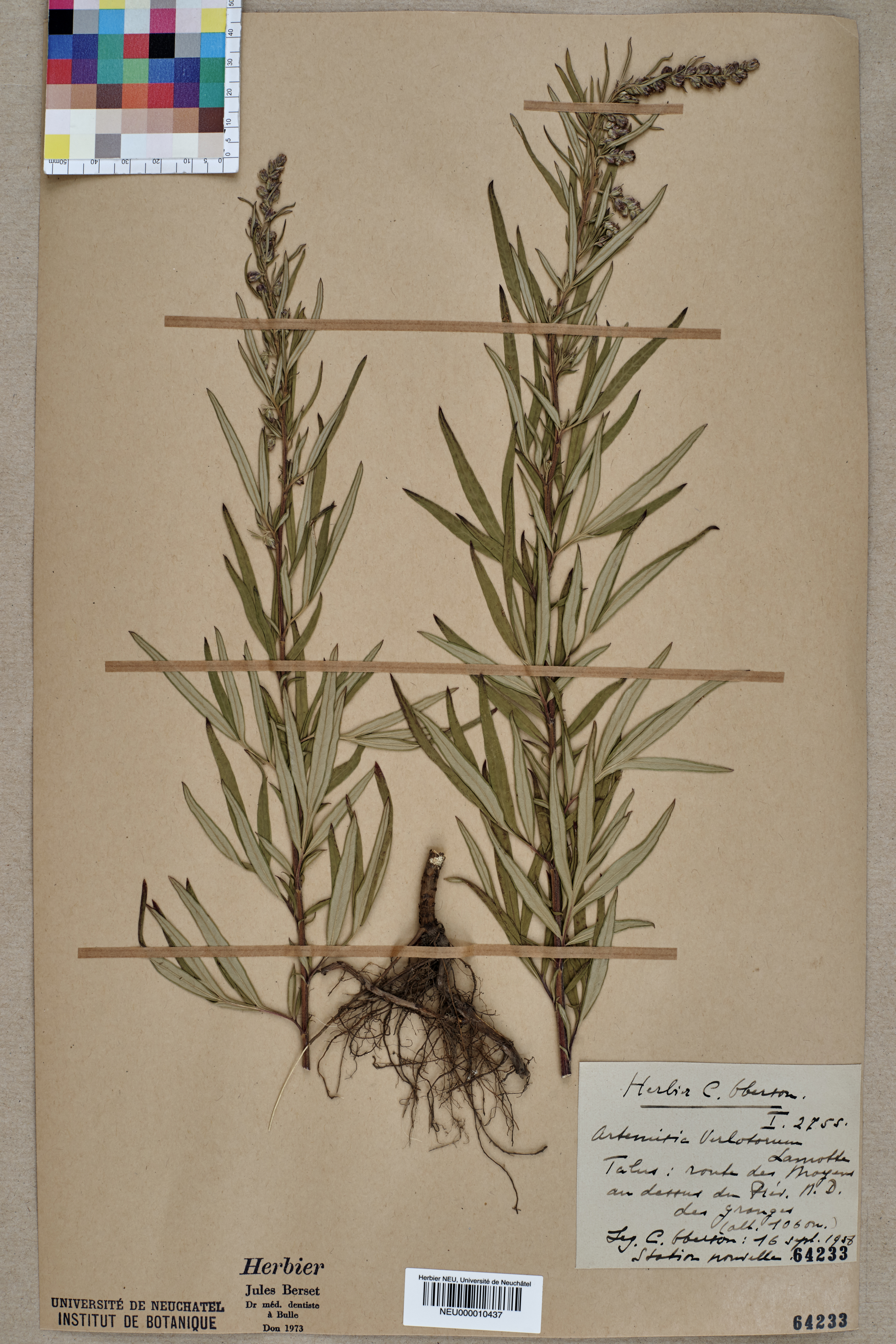
Herbarexemplar

### Vegetative Merkmale
Der Verlotsche Beifuß ist eine ausdauernde krautige Pflanze, die Wuchshöhen von 1 bis 1,5 Metern erreicht. Sie bildet viel längere Ausläufer und besitzt überwinternde Blattrosetten, vermehrt sich hauptsächlich durch Ausläufer und bildet so dichte Gruppen. Die Stängel sind gerippt und mehr oder weniger behaart. Die Pflanzenteile sind angenehm aromatisch.  
Die unteren Laubblätter sind fiederschnittig, die oberen gelappt, sie sind kurz gestielt bis sitzend. Die spitzen und „ganzrandigen“ Blattsegmente sind ganz bis grob gezähnt oder gelappt bis schnittig, mit spitzen Zähnen oder Lappen. Die Blattoberseite ist fast kahl und die -unterseite dicht gräulich-silbrig, spinnwebig behaart.

### Generative Merkmale
Der Verlotsche Beifuß blüht sehr spät im Sommer. In traubigen oder dichten rispigen Gesamtblütenständen befinden sich mehrere körbchenförmige Teilblütenstände. Es sind blattartige Tragblätter, Hochblätter vorhanden. Die kleinen und urnenförmigen Blütenkörbchen besitzen ein teils spinnwebig behaartes Involucrum („Hüllkelch“). Der Blütenboden ist kahl und ohne Spreublätter. Die Blütenkörbchen enthalten nur Röhrenblüten. Die Röhrenblüten sind bräunlich bis rötlich oder gelb, sie sind alle fertil, am Rand sind sie weiblich und in der Mitte zwittrig.
Im Unterschied zu der sehr ähnlichen Artemisia vulgaris ist der Geruch stark kampferartig und er blüht erst ab September/Oktober. Die äußere Hüllblätter sind grauweiß, filzig mit grünem Mittelnerv, die inneren stumpf und breit hautrandig.
Die relativ kleine Achänen besitzen keinen Pappus.

## Vorkommen
Der Verlotsche Beifuß ist in weiten Teilen Europas bis nach Algerien, Marokko sowie in der Türkei verbreitet. Er ist beispielsweise im östlichen Südamerika sowie im östlichen Australien ein Neophyt. Teilweise gilt er als invasive Pflanze. Er wurde auch in der Schweiz in die Schwarze Liste der invasiven Neophyten aufgenommen.
Die ökologischen Zeigerwerte nach Landolt & al. 2010 sind in der Schweiz: Feuchtezahl F = 2+w (frisch aber mäßig wechselnd), Lichtzahl L = 4 (hell), Reaktionszahl R = 3 (schwach sauer bis neutral), Temperaturzahl T = 4+ (warm-kollin), Nährstoffzahl N = 4 (nährstoffreich), Kontinentalitätszahl K = 2 (subozeanisch).

## Taxonomie
Die Erstbeschreibung von Artemisia verlotiorum erfolgte 1876 durch Martial Lamotte in Compt. Rend. Assoc. Franc. Avancem. Sci. Band 5, S. 513. Das Artepitheton ehrt Jean-Baptiste Verlot und seinen Bruder Pierre Lazarre Bernard Verlot.